# Ильино-Заборское
Ильино-Заборское — село в городском округе Семёновский Нижегородской области, административный центр Ильино-Заборского сельсовета.
Расположено на реке Белбаж в 60 км к северу от г. Семёнов.

## История
Образовано в 1701 году. С 1936 по 1957 г. являлось административным центром Залесного района.
До 2010 года входило в состав Ильино-Заборского сельсовета Семёновского района. Сейчас входит в состав административно-территориальной единицы Ильино-Заборский сельсовет в составе городского округа Семёновский.

## Образование
В 1958 году в Ильино-Заборском был основан сельскохозяйственный техникум. В 2013 году в результате реорганизации был присоединён к ГБОУ СПО «Семеновский индустриально-художественный техникум». С 2018 года техникум закрыт для набора учебных групп.
В селе есть основная общеобразовательная школа и детский сад «Сказка».

## Медицина
В селе действует пункт скорой помощи, амбулатория и дневной стационар на 4 койкоместа.

## Инфраструктура
В селе действуют отделение почтовой связи, пожарная часть, 2 градообразующих предприятия: ОАО «Ильино-Заборское» и ЗАО «Залесное».